# Писцово (Рязанская область)
Писцово — деревня в Екимовском сельском поселении Рязанского района Рязанской области России.

## Расположение
Расположено 22 км на юго-запад от Рязани.

## Население
| 2010 |
| ---- |
| 15   |